# Chiemsee (município)
Chiemsee é um município da Alemanha, situado no distrito de Rosenheim, no estado da Baviera. Tem 2,57 km² de área, e sua população em 2019 foi estimada em 203 habitantes.